# Things That Go Pump in the Night
Things That Go Pump in the Night je VHS glazbeni video snimak američke hard rock skupine Aerosmith koji izlazi 1990. Snimak sadrži razgovore i intervjue pojedinih članova sastava kao i događanja iza scene.

## Popis pjesama
1. "Love in an Elevator"
2. "Janie's Got a Gun"
3. "What It Takes"
4. "(The Recording of) What It Takes" (Video)

## Osoblje
- Tom Hamilton
- Joey Kramer
- Joe Perry
- Steven Tyler
- Brad Whitford